# Saulostomus villosus
Saulostomus villosus är en skalbaggsart som beskrevs av Waterhouse 1878. Saulostomus villosus ingår i släktet Saulostomus och familjen Rutelidae. Inga underarter finns listade i Catalogue of Life.